# Cham Dāvūd
Cham Dāvūd (persiska: چَمِ داوود چِنار, چِنار, چم داود, Cham-e Dāvūd Chenār) är en ort i Iran.   Den ligger i provinsen Lorestan, i den västra delen av landet, 400 km sydväst om huvudstaden Teheran. Cham Dāvūd ligger 993 meter över havet och antalet invånare är 519.
Terrängen runt Cham Dāvūd är kuperad söderut, men norrut är den platt. Cham Dāvūd ligger nere i en dal. Runt Cham Dāvūd är det ganska tätbefolkat, med 72 invånare per kvadratkilometer. Närmaste större samhälle är Vasīān, 13,0 km sydost om Cham Dāvūd. Omgivningarna runt Cham Dāvūd är i huvudsak ett öppet busklandskap.